# 12 janvier dans les chemins de fer
12 décembre 12 février
Chronologies thématiques
- Croisades
- Sports
- Disney

Cette page concerne les événements qui se sont déroulés un 12 janvier dans les chemins de fer.

## Événements

### XXesiècle
- 1901.  France :   tramway du Havre, inauguration de la ligne de gare du Havre à la jetée par la place Gambetta[1].
- 1998, France-Belgique : ouverture du corridor Belifret de Muizen (près d'Anvers) à Sibelin (près de Lyon), avec un guichet unique basé à Luxembourg.